# Markus Ehrlich
Markus Ehrlich (* 1987 in Schwäbisch Gmünd) ist ein deutscher Jazzmusiker (Saxophon, auch Klarinette, Flöte, Komposition).

## Leben und Wirken
Ehrlich wuchs in einer musikalischen Familie auf; im Alter von acht Jahren begann er Klarinette zu spielen, unterrichtet vom Vater, einem Musiklehrer. Mit 12 kam das Tenorsaxophon hinzu. Zunächst spielte er Volksmusik, bevor er den Jazz entdeckte. Zwischen 2007 und 2009 studierte er Saxophon zunächst im Jazzstudiengang der Hochschule für Musik und Darstellende Kunst Mannheim bei Jürgen Seefelder, um sein Studium dann am Jazz-Institut Berlin bei Grégoire Peters und Peter Weniger fortzusetzen und 2012 mit Bestnote zu absolvieren.
Seitdem lebt und arbeitet Ehrlich als Musiker in Berlin. Gemeinsam mit Florian Menzel, Christopher Colaço, Igor Spallati und Philipp Schaeper bildete er 2009 das kollaborative Quintett The Major Minors.  2013 gründete er sein Ensemble Markus Ehrlichs Flexible Eingreiftruppe, mit der er in unterschiedlichen Besetzungen vom Quartett bis zur Bigband auftritt. Zu seinen aktuellen Projekten gehören die Bands Magnetic Ghost Orchestra, ein Duo mit dem Bassisten Greg Cohen und das Max Leiß Trio. Weiterhin spielte er mit dem Ed Partyka Jazz Orchestra, Electro Deluxe, Jazzanova, Moritz von Woellwarth Abstrakt Orchester, Ack van Rooyen, Marc Muellbauers „Kaleidoscope“, Joe Jackson (Fast Forward), Attila Muehl, Max Blumentrath, Tomáš Liška, Robert Giegling, Mifrás (Stella Maris, JazzHausMusik), Mumuvitch Disko Orkestar, Paul Fox Collective und Snooze-On. Er trat auf Festivals wie dem Jazzdor Festival Strasbourg, JazzFest Brno, Silk Road Festival Baku und Xjazz auf und ist an mehr als zwei Dutzend Tonträgern beteiligt.
Mit Christian Tschuggnall verfasste Ehrlich den Improvisationsleitfaden Smart Practising.